# Giacomo Farelli

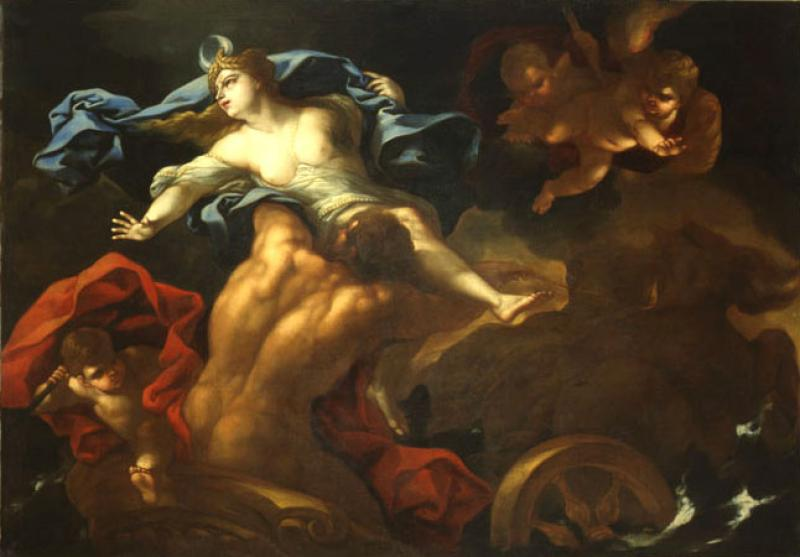
Giacomo Farelli, Il ratto di Proserpina, olio su tela, 1629-1706, Pinacoteca di Bari.

Giacomo Farelli (Roma, 1629 – Napoli, 1706) è stato un pittore italiano.

## Biografia
Nacque nel 1629 a Roma, da padre siciliano e madre sorrentina. Già nel 1644 è attestato a Napoli, dove si formò nella bottega di Andrea Vaccaro. Alla lunga il suo stile venne però maggiormente influenzato da Luca Giordano.
Un numero consistente di sue opere si conserva nelle chiese di Napoli, tra le quali: il Duomo, la Chiesa dei Santi Apostoli, la Basilica di San Pietro ad Aram, la Chiesa di Santa Maria Egiziaca a Forcella, la Chiesa della Santissima Trinità dei Pellegrini, la Chiesa di Santa Maria Regina Coeli, la Chiesa di San Giuseppe dei Ruffi, la Chiesa di Santa Brigida, la Chiesa di San Ferdinando, la Chiesa della Pietà dei Turchini, la Chiesa di Santa Maria delle Anime del Purgatorio ad Arco, la Chiesa di San Giuseppe a Chiaia, la Chiesa di San Giovanni Battista delle Monache, la Chiesa di Santa Maria della Mercede e Sant'Alfonso Maria de' Liguori, la Chiesa di San Domenico Soriano, la Basilica dei Santi Cosma e Damiano a Secondigliano. Alcuni suoi lavori sono a L'Aquila, al Museo Nazionale d'Abruzzo, una Madonna del Rosario a Chieti e quattro tele (l'Annunciazione, la Natività, l'Assunzione e l'Immacolata) nel Santuario della Madonna dello Splendore, a Giulianova. Infine nella chiesa di San Domenico e nel palazzo del comune di Pisa.